# Olympische Sommerspiele 1960/Teilnehmer (Niederländische Antillen)
| Gelbes Symbol für Goldmedaillen mit stilisierten Olympischen Ringen | Graues Symbol für Silbermedaillen mit stilisierten Olympischen Ringen | Braundes Symbol für Bronzemedaillen mit stilisierten Olympischen Ringen |
| ------------------------------------------------------------------- | --------------------------------------------------------------------- | ----------------------------------------------------------------------- |
| —                                                                   | —                                                                     | —                                                                       |

Die Niederländischen Antillen nahmen an den Olympischen Sommerspielen 1960 in der italienischen Hauptstadt Rom mit einer Delegation von fünf männlichen Sportlern teil.

## Teilnehmer nach Sportarten

### Gewichtheben
- Hector Curiel
Bantamgewicht: 11. Platz

- Rudy Monk
Leichtgewicht: DNF

- Ramiro Fermin
Halbschwergewicht: 13. Platz

- José Flores
Halbschwergewicht: 14. Platz

- Bèto Adriana
Schwergewicht: DNF